# Gottfried Arnold

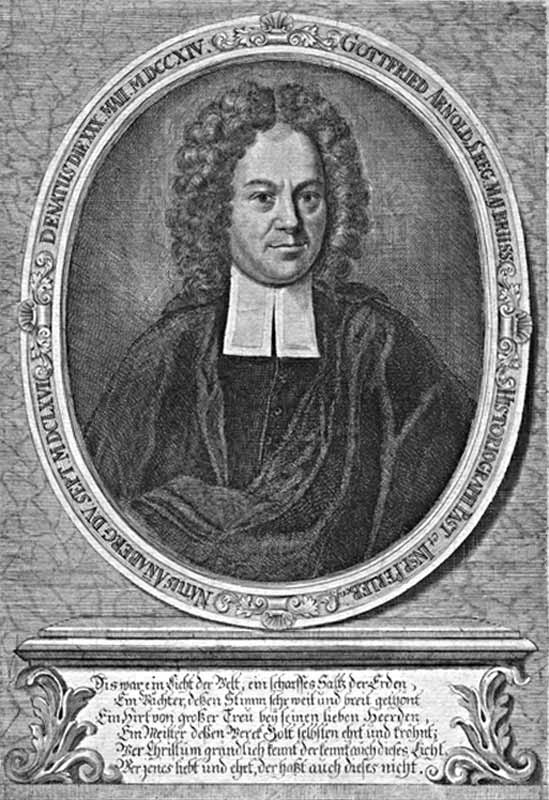
Gottfried Arnold

Gottfried Arnold, född 5 september 1666 i Annaberg, död 30 maj 1714 i Perleberg, var en tysk mystiker, teolog, kyrkohistoriker och författare.

## Biografi
Arnold var 1697–98 professor i historia i Giessen. Efter flerårig skilsmässa från kyrkan var han kyrkoherde i Allstedt och Werben, och superintendent i Perleburg, Preussen. Han slöt sig till den radikala pietismen och har givit uttryck åt dess svärmiska mystik i sitt verk Geheimnis der göttischen Sophia (1700).

## Författarskap
Mest känd för eftervärlden är Arnold som författare till "radikalpietismens bibel", den monumentala Opartiska kyrko- och kättarhistoriken (Unparteyische Kirchen- und Ketzer-Historie) från 1699-1700. Detta är allt annat än opartiskt i det att all fromhet tillerkännes kättarna, medan kyrkan alltid har orätt. Det har dock bidragit till att ge den kyrkohistoriska forskningen en mera psykologisk inriktning och kastat nytt ljus över hithörande frågor i kyrkans historia.
I svenska psalmboken 1937 är han representerad genom Nils Ahnlunds översättning (1936) av de fyra verserna till psalm 347 Seger giv, du segerrike. Arnold skrev texten 1697 och i Sverige sjungs den till den i Stockholm verksamme organisten Gustaf Düben d.ä.:s melodi från 1674. Psalmen är medtagen i Den svenska psalmboken 1986 med alla verserna under nummer 568.